# Heiner Möller (Politiker)
Heiner Möller (* 22. November 1943 in Lübeck; † 5. August 1998 ebenda) war ein deutscher Betriebswirt und Politiker (CDU).

## Leben
Nach dem Besuch der Volksschule und der Obersekundareife 1961 an einem Gymnasium absolvierte Möller zunächst eine kaufmännische Ausbildung, die er mit der Gehilfenprüfung abschloss. Anschließend bildete er sich an der Akademie für Absatzwirtschaft fort, an der er als Betriebswirt graduierte. 1964/65 absolvierte er ein Gaststudium im Bereich Marketing und Management an der State University of Wisconsin. Von 1966 bis 1970 war er als Marketing Assistent und Referent der Unternehmensleitung beim Mineralöl-Flüssiggas-Vertrieb Ernst Boie KG in Lübeck tätig. Als Mineralölkaufmann wurde er hier im Anschluss Referent in der Stabsabteilung für Marketing und Unternehmensplanung. 
Möller schloss sich 1963 der Jungen Union an und trat 1967 in die CDU ein. Er gehörte dem Deutschen Bundestag nach der  Bundestagswahl 1972 bis 1976 an. Er war über die Landesliste Schleswig-Holstein ins Parlament eingezogen und damals der jüngste Bundestagsabgeordnete. Während dieser Legislaturperiode war er Mitglied des Haushaltsausschusses des Bundestages.
1976 führte Möller eine Flaggenhissung auf der Langen Anna auf Helgoland durch, um damit die Öffentlichkeit für die Rettung dieses Wahrzeichen Helgolands zu mobilisieren.
Nach seiner Zeit als Bundestagsabgeordneter arbeitete er für die „Drägerwerke AG“ in Lübeck. Heiner Möller verstarb 1998 in Lübeck und hinterließ einen Sohn.